# Manuel Zañartu Zañartu
Manuel Arístides Zañartu Zañartu; (Concepción, 1840 - Santiago, 29 de agosto de 1892). Abogado y político liberal chileno. Hijo de Miguel José Zañartu Santa María y Juana de Mata Zañartu Arrau. Contrajo matrimonio con María Rosa Prieto del Río.

## Actividades profesionales
Realizó sus estudios en el Liceo de Concepción de su ciudad natal, las humanidades las cursó en el Instituto Nacional. Ingresó luego a la Facultad de Derecho de la Universidad de Chile, donde juró como abogado en mayo de 1866.
Ejerció su profesión corto tiempo. Fue un hombre empresarial y político. Colaboró también con la prensa, redactando el periódico "La Reforma" (1869), donde divulgó doctrinas económicas originales y avanzadas para su época. Trabajó al mismo tiempo en la extracción de minas de carbón en Dichato y en el desarrollo agrícola del sector al sur del río Itata, en el fundo Colicheu. La población de estos sectores llegaría a formar el actual Cabrero. Por su aporte a la zona de las actuales ciudades de Cabrero y Monte Águila (al ser propietario original de los predios que dieron origen a dichos poblados),una calle de cada una de estas ciudades, una céntrica de Cabrero, y la calle contigua a la estación Monte Águila, una de las más antiguas, fueron nombradas con el apellido Zañartu, como homenaje.Además, el liceo más importante de la ciudad de Cabrero, el Liceo Polivalente Manuel Arístides Zañartu Zañartu (MAZZ), también lleva su nombre.

## Actividades políticos
Miembro del Partido Liberal Democrático, fue convocado por José Manuel Balmaceda a formar parte del gabinete como Ministro de Hacienda (20 de mayo al 29 de julio de 1891).
En calidad de vicepresidente, entregó el mando de la nación al general Manuel Baquedano una vez finalizada la guerra civil de 1891, que derrocó al presidente Balmaceda.
Elegido Diputado por Concepción y Lautaro (1891-1894), formando parte esta vez de la comisión permanente de Hacienda e Industria. 
Dejó de existir antes de concluir su mandato legislativo, en agosto de 1892.